# JO1
I JO1 (ジェイオーワン?, Jeiōwan) sono una boy band giapponese formata nel 2019 tramite lo show televisivo Produce 101 Japan. 
Il gruppo è composto da undici membri ed è associato all'agenzia Lapone Entertainment. Esso ha debuttato nel marzo 2020 con il singolo Protostar.

## Formazione
- Issei Mamehara (豆原 一成, Mamehara Issei)
- Junki Kono (河野 純喜, Kōno Junki)
- Keigo Sato (佐藤 景瑚, Satō Keigo)
- Ren Kawashiri (川尻 蓮, Kawashiri Ren)
- Ruki Shiroiwa (白岩 瑠姫, Shiroiwa Ruki)
- Shion Tsurubo (鶴房 汐恩, Tsurubō Shion)
- Sho Yonashiro (與那城 奨, Yonashiro Shō)
- Shosei Ohira (大平 祥生, Ōhira Shosei)
- Sukai Kinjo (金城 碧海, Kinjō Sukai)
- Syoya Kimata (木全 翔也, Kimata Shōya)
- Takumi Kawanishi (川西 拓実, Kawanishi Takumi)

## Discografia

### Album in studio
- 2020 - The Star
- 2022 - Kizuna
- 2023 - Equinox

### Album video
- 2023 - 2022 JO1 1st Arena Tour "Kizuna"

### Singoli
- 2020 - Protostar
- 2020 - Stargazer
- 2021 - Challenger
- 2021 - Stranger
- 2021 - Wandering
- 2022 - Midnight Sun
- 2023 - Tropical Night

## Filmografia
- JO1 the Movie: Unfinished - Go to the Top (JO1 THE MOVIE『未完成』-GO to the TOP-), regia di Tetsuro Inagaki (2022)

## Premi
- Japan Gold Disc Award
  - 2021: "Best 5 New Artists (Japan)"
- MAMA Award
  - 2020: "Best New Asian Artist"
  - 2021: "Best Asian Artist (Japan)", "Favorite Asian Artist"
- MTV Video Music Awards Japan
  - 2020: "Rising Star Award"
  - 2021: "Best Dance Video" (Real)
  - 2022: "Best Live Performance"
- Shogakukan DIME Trend Awards
  - 2020: "Best Character Award"
- Weibo Account Festival
  - 2022: "Best Male Group Award"